# Йоганнес Тіле
Карл Герман Йоганнес Тіле (нім. Karl Hermann Johannes Thiele; 1 жовтня 1860 — 5 серпня 1935) — німецький зоолог, малаколог.

## Життєпис
Народився 1 жовтня 1860 році в Голдапі (Пруссія, сучасна Польща). Здобув початкову освіту в рідному місті. Потім навчався у Берлінському університеті, згодом Гейдельберзькому університеті. У 1886 році отримав докторський ступінь. Після цього він був асистентом в Зоологічній станції Неаполя. 1888 року одружився з Фанні Віль, з якою мав 4 дітей.
З 1891 року був асистентом у Королівському зоологічному і Антропологічно-етнографічному музеї Дрездена. У 1895 році поступив до Зоологічного інституту Страсбурга, де він редагував дані, зібрані Людвігом Додерлеєм в Японії. У 1896 році — в Зоологічному інституті Геттінгена.
У 1898 році він перейшов до Зоологічного інституту сільськогосподарського університету Берліна. У 1899—1903 роках був лаборантом відділення ракоподібних у Музеї природознавства в Берліні. У 1903—1905 роках очолив це відділення. 1905 році став членом Малакозоологічного товариства. Потім як наступник Карла Едуарда фон Мартенса працював у відділенні молюсків Музею до свого виходу на пенсію в 1925 році. 1930 року став почесним членом Малакозоологічного товариства.
Помер 5 серпня 1935 року у віці 74 року.

## Наукова діяльність
Тіле опублікував кілька важливих творів з систематики молюсків. Він запропонував нову систематику молюсків. Описав понад 1500 нових видів молюсків, типові екземпляри яких зберігаються в Музеї природознавства Берліна.
На честь Карла Германа Йоганнеса Тіле названо:
- Acarnus thielei
- Clathria thielei
- Crella incrustans thielei
- Hymedesmia thielei
- Forcepia thielei
- Higginsia thielei
- Axinella thielei
- Mycale thielei
- Ophlitaspongia thielei
- Polymastia thielei
- Thieleia
- Lepidozona thielei
- Cadulus thielei
- Amphitretus thielei
- Neoteuthis thielei
- Benthoctopus thielei
- Joculator thielei